# I viaggiatori della sera
I viaggiatori della sera è un film del 1979 scritto, diretto e interpretato da Ugo Tognazzi, tratto dall'omonimo romanzo di Umberto Simonetta.
È l'ultimo dei cinque film diretti da Tognazzi; coprodotto con la Spagna, venne girato nelle Canarie. Fu distribuito in Spagna con il titolo Los viajeros del atardecer.

## Trama
In un futuro imprecisato, per fronteggiare il problema del sovrappopolamento, una recente legge ha stabilito che ogni cittadino, al raggiungimento del 50º anno di età deve, sotto la sorveglianza del cosiddetto Esercito della Salute Pubblica (ESP), trasferirsi in un villaggio-resort, per trascorrervi quella che è definita una vacanza. Orso e Niky, coniugi e coetanei, pur controvoglia, devono raggiungere il villaggio a cui sono stati assegnati, accompagnati nel viaggio dai figli, che invece, perfettamente aderenti al nuovo sistema politico, ritengono assolutamente giusta la nuova legge. 
Il lungo viaggio verso il villaggio si dimostra carico di tensione e rancore tra i genitori ed i figli; durante una sosta in un autogrill Orso tira un pugno al figlio e abbozza un tentativo di fuga con l'auto, salvo essere fermato dagli agenti dell'ESP e rimandato all'autogrill, dove nel frattempo la figlia è stata costretta a concedersi al barista affinché non denunci il padre all'ESP. Poco prima di arrivare a destinazione, Orso e Niky vengono invitati da un amico incontrato per caso in una tenuta boscosa dove si sta tenendo un'allegra festa con altri destinati ai villaggi. Alla fine della festa i proprietari della tenuta, pure loro costretti ad andarsene, si suicidano davanti a tutti con del vino avvelenato.
Arrivati a destinazione, il villaggio si rivela essere una dorata prigione, la cui vita è dominata da periodiche riunioni in cui è obbligatorio partecipare al Grande Gioco, una sorta di Mercante in fiera, con in premio la partenza per una crociera: nessuno dei vincitori di queste crociere ha mai fatto ritorno al villaggio, dal che gli ospiti del villaggio deducono che i vincitori in realtà vengano soppressi. Il fatto è accettato con rassegnazione dagli ospiti, che preferiscono svagarsi dedicandosi a smodate attività sessuali, vissute da tutti in piena libertà e che vedono pure la partecipazione dei giovani dipendenti del villaggio (infermieri, camerieri, segretarie, addette alla lavanderia, giardinieri etc) in cambio di piccoli regali degli ospiti.
Tra i pochi ospiti disincantati c'è Bertani, ex compagno di scuola di Orso che cerca invano di risvegliare le coscienze scrivendo di nascosto frasi di protesta sui muri del villaggio; egli prova pure a coinvolgere Orso in un possibile tentativo di fuga rivelandogli la verità sulla sorte di chi vince al Grande Gioco e dimostrandogli la concreta possibilità di fuga dal villaggio (i fuggitivi vengono annunciati dagli altoparlanti come decessi naturali o per imperizia degli ospiti) ma Orso, poco convinto, non dà seguito alla conversazione.
Anche Orso e Niky, dopo alcune iniziali perplessità sull'andazzo della vita nel villaggio, hanno relazioni extraconiugali. La prima è Niky che, forse per allentare il rapporto di amore che la lega a Orso, prefigurando già una dolorosa separazione, si concede a un suo vecchio spasimante che poco dopo "vincerà" al Grande Gioco e poi cercherà di avere un rapporto sessuale con un giovane giardiniere, pagandolo con alcuni maglioni, salvo poi rinunciare all'ultimo momento. Orso, ferito, si lascia andare anche lui a una relazione con un'addetta al campo, Ortensia, la quale gli rivela di far parte di un'organizzazione segreta che vuole aiutare gli anziani intenzionati a scappare.
Sia Orso che Niky, riconciliatisi, decidono di fuggire, ma, visto che il piano di fuga non può scattare prima che si tenga un'altra sessione del gioco, devono assolutamente sopravvivere alla tornata successiva. Perciò si rivolgono a Simoncini, uno stravagante ospite del villaggio che è riuscito a sopravvivere alla lotteria per anni, grazie ad un complicato sistema per perdere sempre la selezione. Nonostante l'aiuto dell'uomo, Niky vince la cosiddetta crociera. Sul pontile per l'imbarco marito e moglie, consapevoli che non si vedranno mai più, si salutano con un ultimo bacio, confessandosi il loro amore.
Orso,  distrutto dal dolore, rinuncia ai propositi di fuga e aspetta solo il momento in cui anche lui verrà sorteggiato e soppresso. Ma durante la periodica visita dei figli, venuti a recuperare i vestiti della madre e che forse ora iniziano ad avere perplessità sulla legge e del nipotino, si accorge che l'ESP sta per scoprire due fuggitivi (uno di essi è Bertani) nascosti in un furgone guidato da Ortensia. Per creare un diversivo prende una pistola a una delle guardie e minaccia di uccidere Antonluca, il nipotino, al quale fa credere si tratti di un gioco. Salito col bambino-ostaggio sul furgone di Ortensia, riesce a uscire dal villaggio, quindi si separa dai fuggiaschi distogliendo tutta l'attenzione su di se. Inseguito dall'ESP, senza più alcun interesse né a scappare né a vivere, Orso si rifugia temporaneamente in un vecchio museo galleggiante, pieno di animali imbalsamati ormai estinti, Il nipotino gli chiede insistentemente il permesso di sparargli; Orso muore per un colpo di pistola.

## Critica
(Fantafilm)
(Il Mereghetti. Dizionario dei film 1993)

## Produzione
La lavorazione del film non fu facile ed impegnó Tognazzi per quasi quattro anni; oltre a problemi con i produttori, ci furono notevoli difficoltà per il cast. In un primo momento il regista/attore offrì la parte di Niky ad Audrey Hepburn  ma questa rifiutó in maniera sgarbata  tirandogli in testa il libro del copione; successivamente la parte fu proposta ad Annie Girardot assieme a quella di Bertani a Nino Manfredi ma alla fine pure anche questi due attori si tirarono indietro (Tognazzi visse come un tradimento la rinuncia dell'amico Manfredi) ed alla fine furono scelti Ornella Vanoni e Leo Benvenuti.

## Censura
Al momento dell'uscita, il film fu in un primissimo tempo vietato ai minori di 18 anni dalla censura per la tematica, il linguaggio scurrile, i nudi integrali e le scene erotiche: Tognazzi, in una polemica intervista con Pippo Baudo durante una puntata di Domenica In, disse di essere molto scontento del fatto che il film fosse stato indicato dalla censura come non adatto ai minori di 18 anni, in quanto egli aveva realizzato questo film proprio per un pubblico di giovani.
Dopo l'appello in commissione cinematografica, il limite fu portato a 14 anni; il film è stato classificato "per tutti" solo nel luglio 2008.